# Clypeaster lütkeni
Clypeaster lütkeni är en sjöborreart. Clypeaster lütkeni ingår i släktet Clypeaster och familjen Clypeasteridae. Inga underarter finns listade i Catalogue of Life.